# 38-я армия (Япония)
38-я армия (яп. 第38軍) — воинское подразделение японской Императорской армии, действовавшее во время Второй мировой войны.

## История
Сформирована 9 ноября 1942 года (после захвата Французского Индокитая) как Гарнизонная армия Индокитая (яп. 印度支那駐屯軍), подчинялась Южной группе армий.
12 сентября 1944 года в связи с возросшей угрозой десантов Союзников во Французском Индокитае, организационная структура Южной группы армий изменилась, а Гарнизонная армия Индокитая стала 38-й армией.
В марте 1945 года 38-я армия участвовала во Второй кампании во Французском Индокитае, одним из результатов которой стало провозглашение независимости Вьетнамской империи от Франции.
38-я армия была расформирована после капитуляции Японии 15 августа 1945 года в Ханое.

## Командный состав

### Командующей армией
|   | имя и звание                                 | с               | по              |                             |
| - | -------------------------------------------- | --------------- | --------------- | --------------------------- |
| 1 | генерал-лейтенант виконт Кадзумото Матидзири | 10 ноября 1942  | 22 ноября 1944  | Гарнизонная армия Индокитая |
| 2 | генерал-лейтенант Юицу Цутихаси              | 22 ноября 1944  | 20 декабря 1944 | Гарнизонная армия Индокитая |
| 3 | генерал-лейтенант Юицу Цутихаси              | 20 декабря 1944 | сентябрь 1945   | 38-я армия                  |

### начальник штаба
|   | имя и звание                      | с               | по             |                             |
| - | --------------------------------- | --------------- | -------------- | --------------------------- |
| 1 | генерал-лейтенант Сабуро Кавамура | 5 декабря 1942  | 22 ноября 1944 | Гарнизонная армия Индокитая |
| 2 | генерал-лейтенант Сабуро Кавамура | 20 декабря 1944 | 2 июня 1945    | 38-я армия                  |
| 3 | генерал-майор Тэйдзи Коудо        | 2 июня 1945     | сентябрь 1945  | 38-я армия                  |